# التعليم في لبنان
النظام التربوي اللبناني نظام حر بحسب الدستور اللبناني. والتعليم إلزامي لجميع اللبنانيين للسنوات التسع الأولى من الدراسة الأساسية.[بحاجة لمصدر] وقد نتج عن هذا النظام وجود قطاعين للتربية في جميع مستوياتها وهما: القطاع الحكومي الذي بدء مع الاستقلال والقطاع التربوي الخاص الذي يُعد أقدم منه بأجيال. وتتجلى الثقافة في لبنان بشكل عام بانفتاحها على ثقافات الشرق والغرب، الأمر الذي يبرر توجه الكثير من الطلاب اللبنانيين إلى متابعة تحصيلهم العلمي العالي في جامعات أوروبا وأميركا وجامعات العالم العربي.

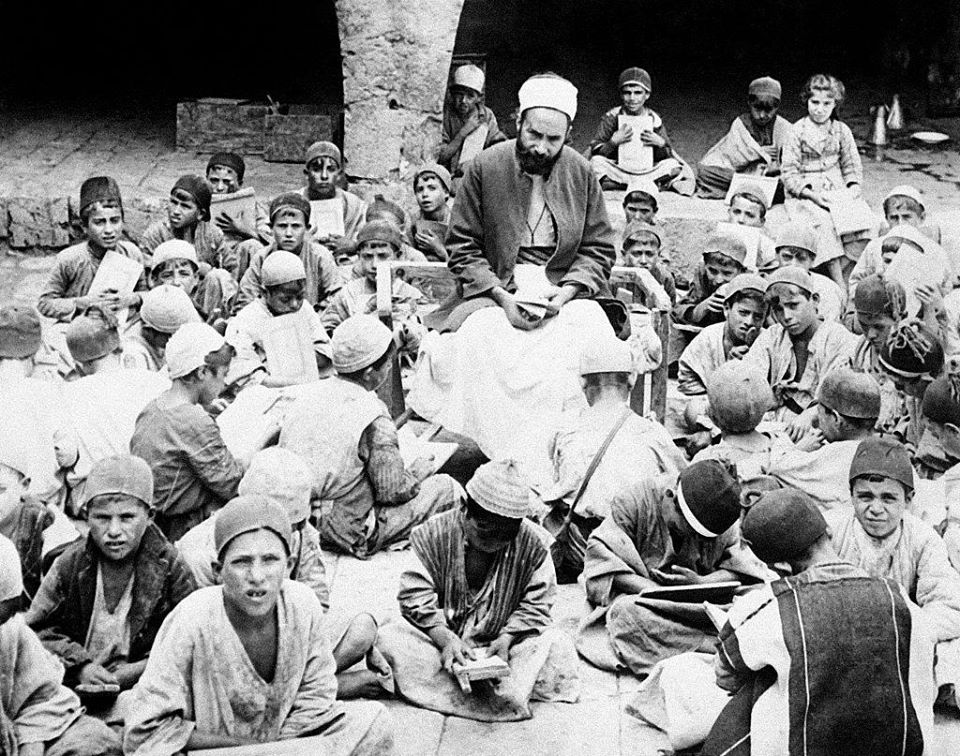
مجموعة من الطلاب يتلقون تعليمهم في مدرسة في بيروت عام 1931

## التعليم المدرسي
ويوجد في لبنان مرحلتين تعليميتين مدرسيتين:
- المرحلة الأساسية: وهي تشمل السنوات التسع الأولى من الدراسة فيما يعرف بالسنوات الابتدائية والمتوسطة وهي سنوات إلزامية لجميع اللبنانيين. وينال الطلاب في نهايتها على «الشهادة المتوسطة الرسمية»
- المرحلة الثانوية: وهي عبارة عن ثلاث سنوات بعد المرحلة الأساسية. وفي السنة الثانية الثانوية، ينقسم الطلاب بين المسار العلمي أو المسار الأدبي. وفي السنة الثالثة، يختار الطالب أحد المسارات الأربع التالية: الآداب والإنسانيات، العلوم العامة، علوم الحياة والعلوم الطبيعية، والاقتصاد والاجتماع. ويحصل بنهايتها الطالب على «الشهادة الثانوية الرسمية» أو ما يسميه العامة «بالبكالوريا القسم الثاني» بعد اجتياز امتحانات رسمية تشرف عليها وزارة التربية والتعليم.

## التعليم المهني
التعليم المهني في لبنان هو نظام تربوي يهيئ طلاب المستوى الثانوي للعمل فور تخرجهم بتخصصات مطلوبة في سوق العمل. وفي لبنان العديد من المعاهد والمدارس المهنية والتي تستحوذ على 27% من مجموع طلاب المستوى الثانوي  إذ بلغ مجموع طلاب المسجلين في البرامج التقنية والمهنية: 39,773 طالب.
يتميز التعليم والتدريب المهني في لبنان بالآتي:
- يتعلم الطالب في جميع مراحل الدراسة المهنية، المواد النظرية العامة والمهنية والأعمال التطبيقية في ورش العمل ومختبرات المدرسة.
- لا يوجد أي تدريب للطالب في سوق العمل أثناء الدراسة إلا في إطار المدارس التي تتبع نظام «التعليم المزدوج».
- تستطيع المدرسة المهنية الخاصة طلب الترخيص لأي اختصاص إذا كانت شروط البناء متوفرة.
- تستطيع المدرسة المهنية الحكومية اعتماد التدريس لأي اختصاص مع شروط الموافقة من المديرية العامة للتعليم المهني وموافقة وزير التربية.

ويوجد نموذج تعاون بين مؤسسات التعليم والتدريب وقطاعات العمل والإنتاج عنوانه «التعليم المزدوج» وهو تعليم وتدريب مهني تتوزع مهمة القيام به على جهتين: المدرسة المختصة والمؤسسة التدريبية. وبالتالي يحصل التدريب المهني في المدرسة ومؤسسة العمل. حيث يتم التنسيق بين التعليم النظري في المدرسة والتدريب العملي في الشركة، ويحصل الطالب بموجب ذلك على الشهادة الثانوية المهنية بعد ثلاث سنوات، مرفقة بوثيقة تدريب خاصة من قبل الشركة.

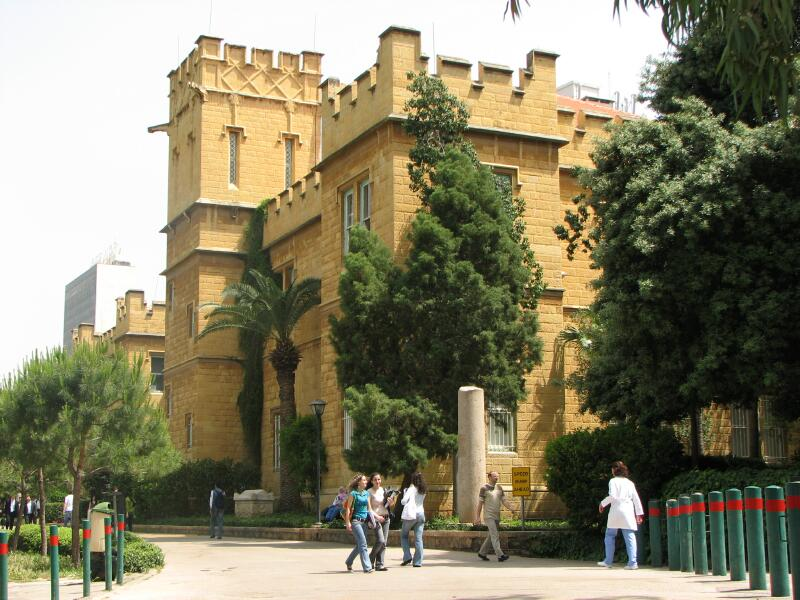
متحف الجامعة الأمريكية في بيروت.

## التعليم العالي
- التعليم الجامعي، وهو التعليم الأكاديمي الذي يؤدي إلي الحصول على شهادات جامعية مثل البكالوريوس والماجستير والدكتوراه. بعد الحصول على شهادة الثانوية العامة يمكن لأي طالب أن يكمل تعليمه في الجامعة أو الكلية أو أي مؤسسة تعليم عالي. واليوم هناك 41 جامعة في لبنان، وبعضها هي من الجامعات المعروفة عالمياً.[4][5] كانت الجامعة الأميركية في بيروت أول جامعة تلقن مناهجها باللغة الإنكليزية في البلد، وجامعة القديس يوسف الجامعة الأولى التي لقنت مناهجها باللغة الفرنسية.[6][7] كما هناك الجامعة اللبنانية التي تديرها الحكومة وتدرس مناهجها باللغة العربية، الجامعة الأنطونية للرهبان الأنطونيين وجامعة بيروت العربية المدعومة من مصر. حصل لبنان على المركز الثامن والثمانون في قائمة أعدتها الأمم المتحدة حول نسبة الأمية في العالم وفقا لنسبة إجمالي الالتحاق بالمؤسسات التعليمية لعام 2008، من بين 177 دولة مشاركة.[8]

## ميزانية التعليم في لبنان
بحسب أرقام البنك الدولي، فإن نسبة الإنفاق على التربية في لبنان في عام 2007 وصل إلى 2,7% من الناتج المحلي، وإلى 9,6% من الانفاق الحكومي. وتمول الدولة كل نفقات المدارس الحكومية، بينما تحصل المدارس الخاصة على مصاريفها من الرسوم المدرسية التي يدفعها الطلاب. ويتم دعم تطوير المناهج وتدريب المعلمين من خلال الشركات الخاصة، الهيئات الدينيية أو المنظمات العالمية مثل البنك الدولي وبرنامج الأمم المتحدة للتطوير.

## المنهاج
يعتمد منهاج وزارة التربية والتعليم في جميع المدارس اللبنانية الخاصة والحكومية. أما المدارس التي تعتمد مناهج دولية، فعليها استعمال المنهجين اللبناني والدولي بنفس الوقت.

## لغة التعليم
لغة التعليم في لبنان هي العربية والإنكليزية والفرنسية التي تستعمل في جميع السنوات التعليمية الأولى. وبعدها، تستعمل إحدى اللغتين الفرنسية أو الإنكليزية إلزاميا لتعليم مواد العلوم والرياضيات لجميع المدارس.

## نسبة القادرين على القراءة والكتابة
يشكل عدد القادرين على القراءة والكتابة نسبة كبيرة من اللبنانيين، تصل نسبتهم إلى 88,3% (المرتبة الخامسة على مستوى الوطن العربي).